# Термінал ЗПГ Лубмін
Термінал ЗПГ Лубмін –  інфраструктурний об’єкт для імпорту зрідженого природного газу (ЗПГ), розташований на балтійському узбережжі Німеччини.
Німеччина тривалий період віддавала перевагу отриманню трубопровідного природного газу, передусім з Росії, та станом на початок 2020-х років не мала жодного терміналу для імпорту ЗПГ. З початком повномасштабного російського вторгнення до України в лютому 2022 року Німеччина обрала курс на відмову від російських енергоносіїв, що в царині природного газу неможливо було зробити без його отримання у зрідженому вигляді. Як наслідок, протягом 2022-го у Німеччині оголосили про наміри реалізувати 5 – 6  таких проектів (з них три увійшли в дію вже у зимовий сезон 2022/2023), причому у всіх варіантах прийняли рішення на користь плавучого регазифікаційного терміналу, що потребувало набагато менше часу на створення у порівнянні із стаціонарним об’єктом.
Один з терміналів, відомий як Deutsche Ostsee, створила компанія Deutsche ReGas. Він став першим серед зазначених вище проектів, що був реалізований без залучення державних коштів. Про свої інвестиції у Deutsche ReGas оголосила компанія Macquarie Capital, яка є інвестиційним підрозділом австралійської банківської групи Macquarie.
Термінал розмістили в балтійському порту Лубмін, що був раніше створений шляхом поглиблення та розширення скидного каналу Грайфсвальдської АЕС в межах проекту перетворення закритої станції на промислову зону. При цьому малі глибини лубмінської гавані змусили обрати нестандартну схему роботи терміналу, а саме:
- в Балтійському морі в затоці Прорер-Вік (східне узбережжя острова Рюген, за три десятки кілометрів північніше від Лубміна) ошвартоване плавуче сховище ЗПГ Seapeak Hispania, яке здатне приймати партії ЗПГ із великих газовозів (першу партію судно доправило самостійно із єгипетського заводу ЗПГ в Ідку);
- в гавані Лубміна знаходиться плавуча установка зі зберігання та регазифікації Neptune, яку надав нафтогазовий гігант TotalEnergies. Установка має здатність видавати 14 млн м3 регазифікованої продукції на добу, що еквівалентне 5 млрд м3 на рік;
- для перевезення ЗПГ між Seapeak Hispania та Neptune зафрахтували три малі газові танкери Coral Furcata, Coral Favia та Coral Fraseri (власником цих суден є нідерландська компанія Anthony Veder, що стала міноритарним учасником проекту).
Хоча гавань у Лубміні не дуже підходила для розміщення регазифікаційних установок, проте саме тут знаходиться вихід на узбережжя Німеччини «Північних потоків», а отже регазифікований ресурс можна подавати до газопроводів NEL, OPAL та EUGAL. Для підключення до газотранспортної мережі від місця швартовки Neptune проклали перемичку довжиною лише 450 метрів.
Термінал почав роботу у січні 2023 року.
Також можливо відзначити, що Macquarie Capital анонсувала можливість до 2025 року збільшити потужність терміналу більш ніж удвічі, до 13,5 млрд м3 на рік, для чого необхідне залучення другої плавучої установки зі зберігання та регазифікації ЗПГ.